# مدیریت درخواست انرژی
مدیریت درخواست انرژی (انگلیسی: Energy demand management) به تتنظیم درخواست انرژی از راه انگیزش‌های مالی  یا افزایش فرهنگ رفتاری با آموزش گفته می‌شود.
معمولاً هدف از مدیریت درخواست انرژی کاهش مصرف مشتریان در ساعات اوج مصرف است یا اینکه کارهای نیازمند مصرف زیاد برق را به ساعات غیر اوج مصرف موکول کنند.